# Dezoksiadenozin-monofosfat
Dezoksiadenozin-monofosfat, takođe poznat kao dezoksiadenilat, ili dAMP, je derivat nukleinske kiseline AMP, ili adenozin monofosfata, u kome je -OH (hidroksilna) grupa na 2' ugljeniku nukleotidne pentoze odstranjena. Monofosfat u imenu ukazuje da je jedna fosfatna grupa prisutna.
Dezoksiadenozin monofosfat se obeležava sa dAMP.

## Literatura
- Даринка Кораћевић; Гордана Бјелаковић; Видосава Ђорђевић. Биохемија. савремена администрација. ISBN 978-86-387-0622-8.

## Spoljašnje veze
- Deoxyadenosine+monophosphate на 